# شالشيوت ليكيو

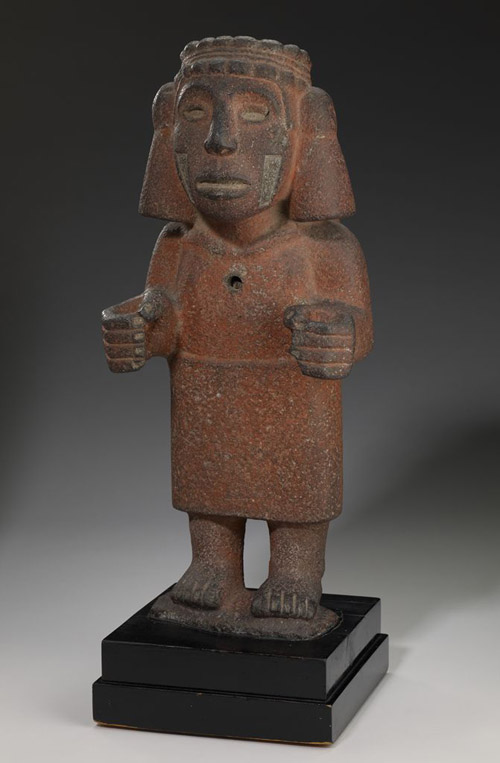
تمثال منحوت من البازلت الأحمر لشالشيوت ليكيو.

شالشيوت ليكيو (بالإنجليزية: Chalchiuhtlicue)‏ في أساطير الأزتيك هذه الربة الأزتيكية، واسمها يعني «تنورة اليشب»، هي ربة البحيرات والينابيع. وهي تشخيص لجمال الصبا وحماسة هذه الفترة، ويُمثلونها بنهر وقد نمت عليه شجرة كمثرى مثقلة بالأثمار، رمزاً للقلب البشري. وتحكم على مياه الأرض من محيطات وأنهار وأمطار...الخ ولكنها أيضاً مترافقة مع الزواج، وزوجها هو تلالوك رب الأمطار. وهي التي أطلقت الطوفان (عقاباً للآثمين) ودمرت به العالم الرابع، أو الشمس الرابعة. وحسب التقويم الأزتيكي نحن اليوم في العالم الخامس.
وترتبط شالشيوت ليكيو بالخصوبة وهي راعية الولادة. كانت شالشيوت ليكيو محترمة للغاية في ثقافة الأزتيك في وقت الفتح الإسباني وكانت شخصية إلهية مهمة في عالم ما بعد الكلاسيكية الأزتيكية في وسط المكسيك. تنتمي شالشيوت ليكيو إلى مجموعة أكبر من آلهة المطر في الأزتك.
غالبًا ما ارتبطت شالشيوت ليكيو بالمياه الجوفية، على عكس تلالوك. في دين الأزتيك، تساعد هذه الربة تلالوك لحكم الجنة، وهي تجلب الخصوبة للمحاصيل ويُعتقد أنها تحمي النساء والأطفال.
ولها اسم آخر هو أكويو سيوتيسو واتي (Acuecucyoticihuati) هي في الميثولوجيا الأزتيكية ربة المحيط والمياه الجارية والأنهار المتلازمة دائما مع كالكيوتيكو وتشكل المظهر الآخر له، أي المظهر الأنثوي. وإليها يضرع نساء الأزتيك في عملهن.

## أساطير متعلقة
وفقا للأساطير، أكلت شالشيوت ليكيو مرة واحدة الشمس والقمر. غالبًا ما ترتبط بالثعابين، مثل معظم آلهة المياه في الأزتيك. يُعتقد أن ارتباطها بالماء والخصوبة يدل على ارتباط الأزتيك بالرحم والماء.  وغالبًا ما لعبت دورًا مزدوجًا في أساطير الأزتك، كمانحة للحياة ومُحتملة للحياة. 
في أسطورة الخلق الأزتيكية ترأس شالشيوت ليكيو الشمس الرابعة، أو الخلق الرابع للعالم. ويعتقد أن شالشيوت ليكيو انتقمت من سوء معاملة تلالوك لها عن طريق إطلاق 52 عامًا من الأمطار، مما تسبب في فيضان عملاق تسبب في تدمير الشمس الرابعة.  قامت ببناء جسر يربط بين السماء والأرض، وقد سُمح لأولئك الذين كانوا في نعمة شالشيوت ليكيو بعبوره، في حين تم تحويل الآخرين إلى سمكة. بعد الفيضان، تطورت الشمس الخامسة، العالم الذي نحن فيه الآن. من المهم أن نلاحظ أن الأزتيك بدأوا أولاً في استخدام الذرة في عهدها، والتي أصبحت عنصرًا أساسيًا في النظام الغذائي والاقتصاد الأزتيكي. 